# Piccoli annunci
Il termine piccolo annuncio o annuncio classificato (in inglese classified advertising) si riferisce a quei tipi di annunci di piccole dimensioni (e dotati di breve descrizione) associati ad una forma di pubblicità originariamente propria della carta stampata (ma oggi diffusa molto anche su Internet) e riguardante per lo più la compravendita di prodotti di seconda mano, ma anche l'offerta di servizi. Gli annunci classificati sono infatti classificabili in categorie merceologiche e relative sotto-categorie..

## I settori di mercato
I settori di mercato che utilizzano più frequentemente queste forme pubblicitarie sono l'immobiliare, la ricerca e selezione del personale ed il commercio di auto, moto, barche, camper ecc. Per fare un esempio, solitamente la classificazione del piccolo annuncio nel settore dei motori avviene per tipo di carrozzeria come categoria (SUV, veicoli commerciali, fuoristrada, berline ecc.) e per marca come sottocategoria (BMW, Renault, Fiat ecc.). Analogamente nel settore immobiliare gli annunci sono solitamente classificati per area geografica come categoria (regione) e per tipo di immobile come sottocategoria (villa, rustico, monolocale, bilocale ecc.).
Il settore della ricerca del personale online (e-recruitment) è particolarmente in sviluppo.
Gli annunci gratuiti rappresentano una ottima opportunità di marketing a costo zero che però ancora pochissime aziende soprattutto online sfruttano appieno.

## Struttura annuncio
Il piccolo annuncio per la carta stampata è spesso corredato da una foto e composto da circa 200-250 caratteri che comprendono almeno le seguenti informazioni:
- titolo
- caratteristiche del prodotto o attributi
- luogo dove si trova il bene
- riferimenti dell'inserzionista
- prezzo

## Storia
I piccoli annunci trovano spazio in sezioni dedicate in quasi tutti i maggiori quotidiani nazionali e locali e possono essere utilizzati, anche se con tariffazioni diverse,  sia da inserzionisti privati che da professionali (concessionari auto, agenzie immobiliari, agenzie per il lavoro ecc.). Tuttavia negli anni settanta sono nati i primi giornali interamente dedicati ai piccoli annunci.
I primi giornali di annunci a pagamento d'Italia sono stati " Secondamano" a Milano, "Business" a Torino, "la Pulce" a Firenze e "Bric à Brac" a Napoli, fondati nel 1977, a cui ha fatto seguito PortaPortese nel 1978 a Roma (la prima rivista di annunci gratuiti d'Italia). Il primo numero di PortaPortese che uscì il 6 maggio 1978, conteneva, nelle 16 pagine della pubblicazione, circa 1.000 inserzioni e veniva venduto nelle edicole della capitale ad un prezzo di 300 lire a copia.

## Annunci sul web
I giornali di piccoli annunci sono sempre molto legati al territorio in cui vengono distribuiti e possono vantare marchi molto conosciuti.

Negli ultimi anni i piccoli annunci sono in gran parte transitati su canali mediatici come Internet, dove l'utente che cerca può sfruttare una maggiore rapidità di ricerca, catalogazione e memorizzazione. Gli inserzionisti, dall'altro lato, trovano più semplice l'utilizzo di Internet grazie alla possibilità di valutare le statistiche relative agli annunci e grazie all'opportunità di pubblicare rapidamente, ed eventualmente modificare, contenuti descrittivi illimitati e foto.
Anche in Italia lo spostamento dei piccoli annunci su Internet è avvenuto anche grazie all'entrata sul mercato di grosse aziende internazionali. Questo fenomeno riguarda anche i canali di pubblicazione di piccoli annunci specializzati, oggi dominato dalla realtà di Internet, ormai consolidata, anche per quanto riguarda motori, immobili e posti di lavoro.

Il mercato degli annunci classificati su Internet nasce in Italia già sul finire degli anni novanta, periodo nel quale andava di moda l'idea che ogni modello di successo commerciale fosse trasferibile nel mondo di Internet.
Nonostante la transizione sembri un processo irreversibile, i piccoli annunci sulla carta stampata mantengono invariata la loro efficacia presso lettori ed inserzionisti.
Per gli editori di giornali e riviste risulta tuttavia sempre più difficile reperire i contenuti senza l'ausilio di un canale di raccolta sul web. Per questo motivo, nei paesi con una penetrazione Internet più elevata, stanno nascendo strumenti che permettono la multi-pubblicazione di piccoli annunci su più canali di pubblicazione contemporaneamente.
Gli annunci internet hanno anche il vantaggio di raggiungere un pubblico molto più ampio. A differenza del piccolo giornale locale al momento aveva qualche migliaia di potenziali lettori, ora alcuni siti come claads.com danno all'annuncio un pubblico globale (accessibilità in diverse lingue)
Negli ultimi anni però l'aumento degli utenti Internet in Italia ha permesso agli annunci classificati di crescere sempre di più, non a caso oltre alle testate che avendo lo spazio mercatino sulla carta stampata e lo hanno aggiunto anche nel loro sito, sono nati tanti siti specializzati per i piccoli annunci locali.